# Métastome

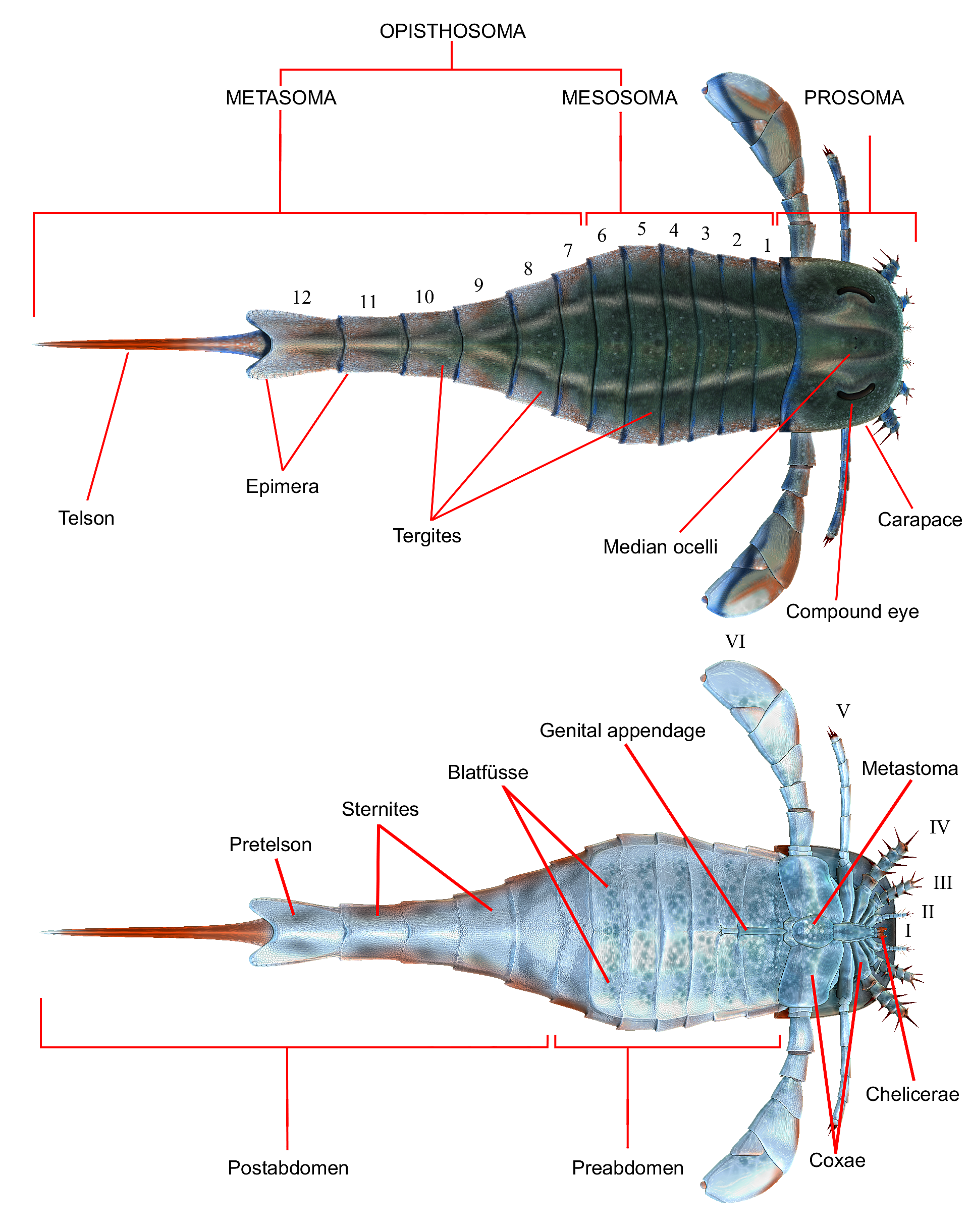
Reconstitution du genre Eurypterus avec l'appellation des principales parties du corps de l'Euryptéride. On aperçoit le métastome sur la vue ventrale, entre la paire de palettes natatoires.

Le métastome est une plaque ventrale située dans l'opisthosome des Chélicérates Dekatriates non Arachnidiens tels que les Euryptérides, les Chasmataspidides et le genre Houia. Le métastome est situé entre les bases de la sixième paire d'appendices prosomaux. Il pourrait avoir joué un rôle dans les structures d'alimentation de l'animal. Il est probablement issu de la fusion de la paire d'appendices du somite 7 (le premier segment opisthosomal), et serait donc un homologue de la chilaria des Limulidae et de la quatrième paire de pattes ambulatoires des Pycnogonida. Chez les Euryptérides, la plaque est généralement en forme de cœur, sauf chez certains genres tels que Megalograptus.